# Bordány
Bordány is een plaats (község) en gemeente in het Hongaarse comitaat Csongrád. Bordány telt 3157 inwoners (2002).